# Union Township (comté de Holt, Missouri)
Pour les articles homonymes, voir Union Township.
Union Township est un ancien township du comté de Holt dans le Missouri, aux États-Unis,.

### Source de la traduction
- (es) Cet article est partiellement ou en totalité issu de l’article de Wikipédia en espagnol intitulé « Municipio de Union (condado de Holt, Misuri) » (voir la liste des auteurs).